# Заплавська сільська рада
Запла́вська сільська́ ра́да — колишній орган місцевого самоврядування в Магдалинівському районі Дніпропетровської області. Адміністративний центр — село Заплавка.

## Загальні відомості
- Населення ради: 1 443 особи (станом на 2001 рік)

## Населені пункти
Сільській раді були підпорядковані населені пункти:
- с. Заплавка
- с. Краснопілля
- с. Кременівка
- с. Минівка

## Склад ради
Рада складалася з 16 депутатів та голови.
- Голова ради: Талько Микола Іванович
- Секретар ради: Круть Клавдія Олександрівна

### Керівний склад попередніх скликань
| Прізвище, ім'я, по батькові | Основні відомості                                                         | Дата обрання | Дата звільнення |
| --------------------------- | ------------------------------------------------------------------------- | ------------ | --------------- |
| Талько Микола Іванович      | Сільський голова, 1957 року народження, освіта вища, безпартійний         | 26.03.2006   | 31.10.2010      |
| Талько Микола Іванович      | Сільський голова, 1957 року народження, освіта вища, член Партії регіонів | 31.10.2010   |                 |

Примітка: таблиця складена за даними сайту Верховної Ради України

### Депутати
За результатами місцевих виборів 2010 року депутатами ради стали:

#### За суб'єктами висування
| Суб'єкт висування           | Кількість обраних депутатів | %    |
| --------------------------- | --------------------------- | ---- |
| Партія регіонів             | 10                          | 62,5 |
| Самовисування               | 3                           | 18,8 |
| Комуністична партія України | 2                           | 12,5 |
| Народна партія              | 1                           | 6,3  |

#### За округами
| № округу                    | Прізвище, ім'я, по батькові   | Дата визнання обраним | Освіта             | Партійна приналежність            | Відомості про обраного депутата                     |
| --------------------------- | ----------------------------- | --------------------- | ------------------ | --------------------------------- | --------------------------------------------------- |
| Комуністична партія України |                               |                       |                    |                                   |                                                     |
| 1                           | Молодика Галина Іванівна      | 01.11.2010            | середня спеціальна | член Комуністичної партії України | пенсіонер                                           |
| 5                           | Гаркавенко Василь Олексійович | 01.11.2010            | середня спеціальна | член Комуністичної партії України | Кременівське УКПГ, водій                            |
| Народна Партія              |                               |                       |                    |                                   |                                                     |
| 13                          | Порохня Галина Іванівна       | 01.11.2010            | середня            | член Народної партії              | Минівська загальноосвітня школа, кухар              |
| Партія регіонів             |                               |                       |                    |                                   |                                                     |
| 2                           | Бойко Володимир Вікторович    | 01.11.2010            | вища               | член Партії регіонів              | Заплавська загальноосвітня школа, вчитель           |
| 3                           | Сова Сергій Якович            | 01.11.2010            | вища               | член Партії регіонів              | Заплавська загальноосвітня школа, вчитель           |
| 4                           | Круть Клавдія Олександрівна   | 01.11.2010            | середня спеціальна | член Партії регіонів              | Заплавська сільська рада, вчитель                   |
| 6                           | Снігур Віра Іванівна          | 01.11.2010            | середня спеціальна | член Партії регіонів              | дитячий виховний заклад, вихователь                 |
| 7                           | Безштанько Ірина Вікторівна   | 01.11.2010            | вища               | член Партії регіонів              | Заплавська сільська рада, бухгалтер                 |
| 8                           | Феденко Анатолій Миколайович  | 01.11.2010            | середня            | член Партії регіонів              | Перещепинське ЦВНГК, водій                          |
| 9                           | Феденко Анатолій Олексійович  | 01.11.2010            | середня            | член Партії регіонів              | АФ «Хлібодар», тваринник                            |
| 10                          | Дрога Надія Федорівна         | 01.11.2010            | середня спеціальна | член Партії регіонів              | фельдшерсько-акушерський пункт с. Минівка, фельдшер |
| 11                          | Приліпко Іван Іванович        | 01.11.2010            | вища               | член Партії регіонів              | пенсіонер                                           |
| 15                          | Бабай Сергій Олексійович      | 01.11.2010            | середня спеціальна | позапартійний                     | Котівська ППЧ-6, пожежник                           |
| Самовисування               |                               |                       |                    |                                   |                                                     |
| 12                          | Ворона Любов Володимирівна    | 01.11.2010            | вища               | позапартійна                      | тимчасово не працює                                 |
| 14                          | Картавий Геннадій Вадимович   | 01.11.2010            | середня            | позапартійний                     | Заплавська загальноосвітня школа, водій             |
| 16                          | Харченко Микола Антонович     | 01.11.2010            | середня спеціальна | позапартійний                     | пенсіонер                                           |